# Рудник Гладіатор
Рудник Гладіатор – колишній гірничодобувний майданчик на заході Австралії, одна з копалень на рудному полі Лавертон.
Перший етап розробки золоторудного родовища Гладіатор почався у 1897-му та тривав з перервами до 1942 року. Роботи велись підземним способом, зокрема, після відновлення активності у 1936-му заклали шахту, що досягнула глибини біля 210 метрів. Всього за цей період накопичений видобуток досягнув 139 тисяч тонн руди та 1,7 тонни золота.
На початку 1990-х років Гладіатор відпрацювала компанія Ashton Mining Limited. Розробка велась відкритим способом за допомогою кар’єрів Гладіатор та Мюррейз, з яких вилучили 553 тисячі тонн руди, що дало змогу отримати 1,3 тонни золота (можливо відзначити, що в цей період Ashton Mining мала власну фабрику з вилучення золота на розташованій неподалік копальні Крейгімор).